# 湯浅学

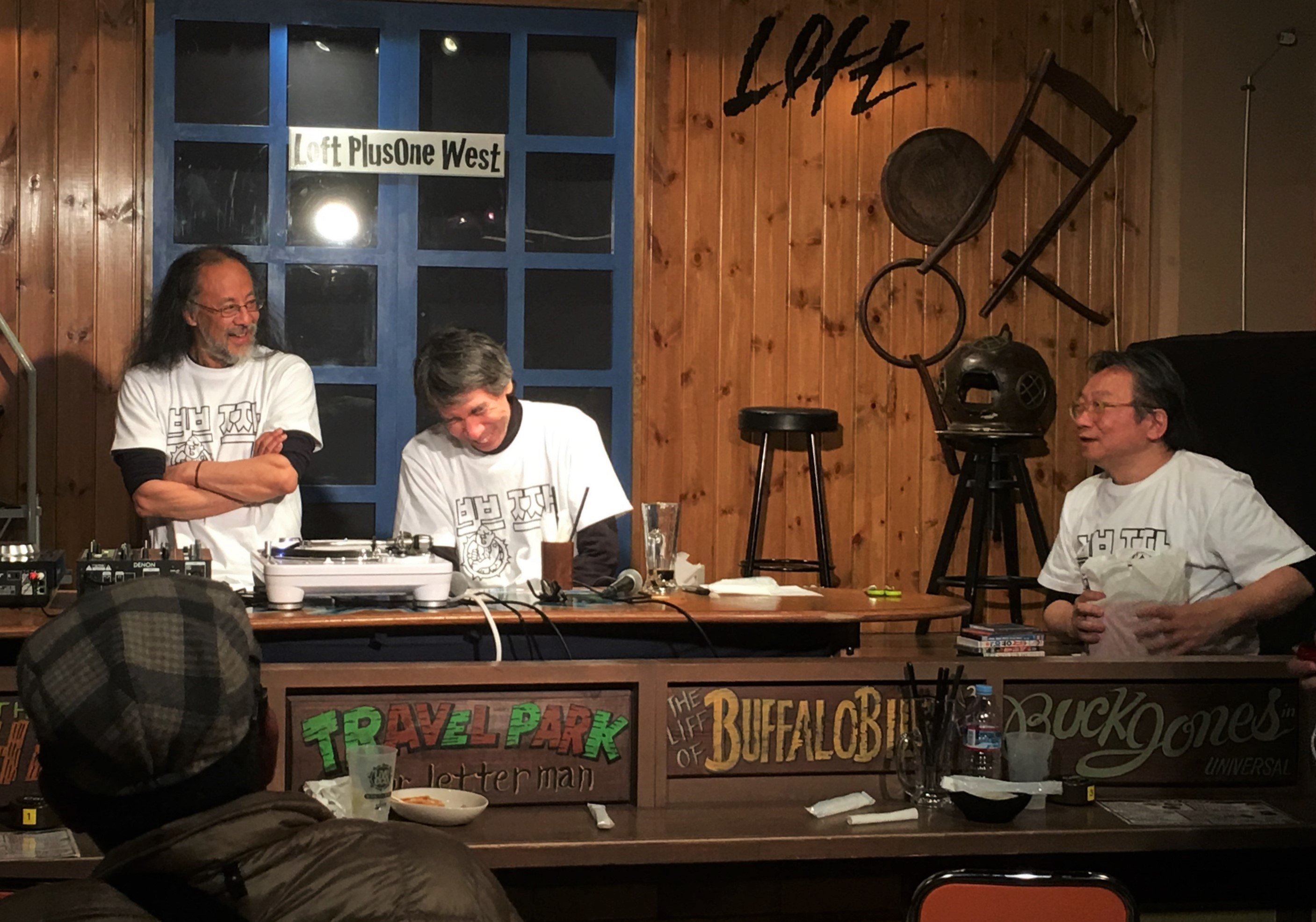
左から幻の名盤解放同盟の根本敬、船橋英雄、湯浅学

湯浅 学（ゆあさ まなぶ、1957年1月4日 - ）は、日本の音楽評論家。神奈川県横浜市出身。妻は翻訳家の湯浅恵子。

## 略歴
東京造形大学デザイン学科映像専攻卒業。在学中より大瀧詠一の事務所・スタジオでアシスタントを経験。1982年には根本敬・船橋英雄と「幻の名盤解放同盟」を結成。廃盤となった個性的すぎる歌謡曲の紹介・復刻を手がける。
また音楽評論家として、ジャンルを越境したディープな音楽について、多くの雑誌やライナーノーツに執筆。バンド「湯浅湾」のリーダーとしても活動している。
2020年1月より俳優の歌手活動に関するコラム『役者の唄』をデイリー新潮で連載開始。同年4月より「レコード・コレクターズ」誌にて大滝詠一に関する連載『Along A LONG VACATION』を開始。
2018年に東京から埼玉県小川町に移住し、畑で野菜を作っている。この引っ越し作業の最中に、『鶴瓶の家族に乾杯』（NHK総合、2018年12月10日放送）の制作チームと遭遇し、番組に登場した。

## 著書

### 単著
- 『人情山脈の逆襲』 ブルース・インターアクションズ, 1996.8
- 『音海 : 夜明けの音盤ガイド』 ブルース・インターアクションズ, 1997.7
- 『音山 : 呼べば応える音盤の木霊書』 水声社, 1999.4
- 『レコード・コレクターズ増刊・嗚呼、名盤』 ミュージックマガジン, 2006.8
- 『あなのかなたに』 扶桑社, 2009.2
- 『音楽が降りてくる』 河出書房新社, 2011.10
- 『音楽を迎えにゆく』 河出書房新社, 2012.2
- 『アナログ・ミステリー・ツアー 世界のビートルズ 1967-1970』青林工藝舎 Pヴァイン,2013.2
- 『ボブ・ディラン――ロックの精霊』 岩波新書, 2013.11
- 『てなもんや SUN RA 伝　音盤でたどるジャズ偉人の歩み』ele-king books（Pヴァイン）, 2014.10

### 共著
- 『ディープ・コリア』 根本敬：画 湯浅学：文 船橋英雄：写真. ナユタ出版会, 1987.12
- 『踊る目玉に見る目玉 : アンクル・ウィリーのザ・レジデンツ・ガイド』アンクル・ウィリー：著 湯浅学：監修 湯浅恵子：訳 河出書房新社, 1995.7
- 『時代の体温 - 陰核・混沌の隣人たち』 根本敬：作画 湯浅学：作音 水声社, 1999.11
- 『ラヴ・ジェネレーション1966-1979 : スパイダース,ジャックスからYMO,東京ロッカーズまで』 田口史人&湯浅学&北中正和監修 音楽之友社, 2001.5
- 『ザ・ディープ・コリア : 豪定本』 根本敬：主画 湯浅学：主文 船橋英雄：主撮. ブルース・インターアクションズ, 2002.7
- 『サン・ラー伝 : 土星から来た大音楽家』 ジョン・F.スウェッド：著 湯浅学：監修 湯浅恵子：訳 河出書房新社, 2004.7
- 『モータウン・ハンドブック』湯浅学：編 K&Bパブリッシャーズ  2004.5
- 『ドントパスミーバイ』 根本敬&湯浅学：著 東京キララ社  2011.6
- 『音盤時代の音楽の本の本』 大谷能生、佐々木敦、高橋健太郎、他共著者多数　カンゼン　2012.2
- 『アナログ・ミステリー・ツアー世界のビートルズ1962-1966』湯浅学著、兜田麟三編、青林工藝舎　2012.4
- 『元祖ディープコリア』根本敬：主画 湯浅学：主文 船橋英雄：主撮 K&Bパブリッシャーズ  2013.2
- 『音楽談義』湯浅学・保坂和志：著、ele-king books（Pヴァイン）　2014.11

### 「幻の名盤解放同盟」名義
- 『定本ディープ・コリア』 青林堂, 1995.4
- 『ディープ歌謡』 ペヨトル工房, 1996.8
- 『夜、因果者の夜』 ペヨトル工房, 1997.8.
- 『幻の名盤百科全書』 水声社, 2001.1.
- 『お色気ディープ東京』 ブルース・インターアクションズ, 2002.3

## ラジオ
- ポップスアーティスト名鑑（NHK-FM)）
- ドントパスミーバイ（InterFM）2010年10月-2011年1月
  - 番組のタイトルはビートルズの楽曲「ドント・パス・ミー・バイ」から。
- 新ドントパスミーバイ～明日への願い（JFN）2012年4月-2013年3月
- 世界の快適音楽セレクション (NHK FM) 1999年4月～
- 現代の吟遊詩人　ボブ・ディラン(NHK第二放送（AM）カルチャーラジオ日曜版)
  - 2014年4月6日、4月13日「ウディ・ガスリーにあこがれて」
    - ミネソタでの生い立ちから「ボブの歌」をつくったものとは

  - 2014年4月13日、4月20日「風に吹かれて」
    - グリニッジビレッジから全米へ　ベトナム戦争

  - 2014年4月20日、4月27日「ローリングサンダー」
    - 大物ミュージシャンとの交流、アメリカ建国200年、78年初来日

  - 2014年4月26日、5月4日４／２「終わりのない旅」
    - いまも全世界で年間50～100回のステージ。ボブの音楽道はつづく
- 伊集院光とらじおと（TBSラジオ） 2016年4月-2022年3月 - ユニークなレコードを紹介する「アレコード」のコーナーに持ち回りで出演した。